# SyncML
SyncML est un langage de synchronisation de données (calendrier, agendas...) entre appareils portables et postes fixes, basé sur XML ou WBXML.
C'est aussi le nom du  consortium (Ericsson, IBM, Lotus, Motorola, Nokia, Psion, et quelques autres) à l'origine de cette norme. On parle aujourd'hui d'OMA-DS (Open Mobile Alliance-Data Synchronization), Open Mobile Alliance étant le consortium qui porte différents "enabler" pour les mobiles.